# Belén (Litoral)
Belén (auch: Amanzanada Esmeralda) ist eine Ortschaft im Departamento Oruro im Hochland des südamerikanischen Anden-Staates Bolivien.

## Lage im Nahraum
Belén ist zentraler Ort des Kanton Belén im Municipio Esmeralda in der Provinz Litoral auf dem bolivianischen Altiplano. Belén liegt auf einer Höhe von 3863 m über dem Meeresspiegel am Südwesthang eines Gebirgsmassivs aus zwei quartären Schichtvulkanen, dem Pacha Kkollu Quimsa Misa (4702 m) im Nordwesten und dem Inca Camacho (4792 m) im Nordosten.

## Geographie
Das Klima ist semiarid und weist eine kurze Regenzeit im Sommer auf, der Jahresniederschlag liegt bei niedrigen 200 mm. Die Jahresdurchschnittstemperatur liegt bei knapp 7 °C ohne wesentliche Schwankungen im Jahresverlauf, aber mit starken Tagesschwankungen der Temperatur und häufigem Frostwechsel.
Die Vegetation im Raum Esmeralda entspricht der semiariden Puna. Sie ist baumlos und setzt sich vor allem aus Dornsträuchern, Gräsern, Sukkulenten und Polsterpflanzen zusammen. Sie wird wirtschaftlich als Lama-, Alpaka- und Schafweide genutzt.

## Verkehrsnetz
Belén liegt in einer Entfernung von 174 Straßenkilometern südwestlich von Oruro, der Hauptstadt des Departamentos.
Von Oruro aus führt die Nationalstraße Ruta 12 über Toledo, Opoqueri und Huachacalla nach Esmeralda und weiter über Sabaya nach Pisiga an der chilenischen Grenze und nach Colchane in Chile. Zwei Kilometer südlich von Esmeralda zweigt eine unbefestigte Landstraße in südöstlicher Richtung von der Ruta 12 ab und erreicht nach vier Kilometern die Ortschaft Belén.

## Bevölkerung
Die Einwohnerzahl der Ortschaft ist in den vergangenen beiden Jahrzehnten auf ein Mehrfaches angestiegen:
| Jahr | Einwohner | Quelle       |
| ---- | --------- | ------------ |
| 1992 | 80        | Volkszählung |
| 2001 | 142       | Volkszählung |
| 2012 | 534       | Volkszählung |
| 2024 |           | Volkszählung |

Die Einwohnerzahl des Municipio Esmeralda im Jahr 2001 betrug 952 Einwohner, die Region weist einen hohen Anteil indigener Bevölkerung auf, im Municipio Esmeralda sprechen 81,6 Prozent der über 6-Jährigen Aymara.